# Ediacarium
| Äon                                      | Ära                                                 | Periode    | ≈ Alter (mya) |
| später                                   | später                                              | später     | jünger        |
| ---------------------------------------- | --------------------------------------------------- | ---------- | ------------- |
| P r o t e r o z o i k u m Dauer: 1959 Ma | Neoproterozoikum Jungproterozoikum Dauer: 459 Ma    | Ediacarium | 541 ⬍ 635     |
| P r o t e r o z o i k u m Dauer: 1959 Ma | Neoproterozoikum Jungproterozoikum Dauer: 459 Ma    | Cryogenium | 635 ⬍ 720     |
| P r o t e r o z o i k u m Dauer: 1959 Ma | Neoproterozoikum Jungproterozoikum Dauer: 459 Ma    | Tonium     | 720 ⬍ 1000    |
| P r o t e r o z o i k u m Dauer: 1959 Ma | Mesoproterozoikum Mittelproterozoikum Dauer: 600 Ma | Stenium    | 1000 ⬍ 1200   |
| P r o t e r o z o i k u m Dauer: 1959 Ma | Mesoproterozoikum Mittelproterozoikum Dauer: 600 Ma | Ectasium   | 1200 ⬍ 1400   |
| P r o t e r o z o i k u m Dauer: 1959 Ma | Mesoproterozoikum Mittelproterozoikum Dauer: 600 Ma | Calymmium  | 1400 ⬍ 1600   |
| P r o t e r o z o i k u m Dauer: 1959 Ma | Paläoproterozoikum Altproterozoikum Dauer: 900 Ma   | Statherium | 1600 ⬍ 1800   |
| P r o t e r o z o i k u m Dauer: 1959 Ma | Paläoproterozoikum Altproterozoikum Dauer: 900 Ma   | Orosirium  | 1800 ⬍ 2050   |
| P r o t e r o z o i k u m Dauer: 1959 Ma | Paläoproterozoikum Altproterozoikum Dauer: 900 Ma   | Rhyacium   | 2050 ⬍ 2300   |
| P r o t e r o z o i k u m Dauer: 1959 Ma | Paläoproterozoikum Altproterozoikum Dauer: 900 Ma   | Siderium   | 2300 ⬍ 2500   |
| früher                                   | früher                                              | früher     | älter         |

Das Ediacarium ist ein chronostratigraphisches System und eine geochronologische Periode der Geologischen Zeitskala. Es war das zehnte und letzte des Äons Proterozoikum und das dritte und letzte der Ära Neoproterozoikum. Es begann vor 635 Millionen Jahren und endete vor 541 Millionen Jahren, dauerte also 94 Millionen Jahre. In diesen Zeitraum werden die ältesten fossilen Funde mehrzelligen tierischen Lebens datiert. Das Ediacarium folgte auf das Cryogenium und ging ins Kambrium, das erste System des Phanerozoikums, über.

## Geschichte und Namensgebung
Der Begriff wurde im Mai 2004 offiziell durch die International Commission on Stratigraphy (ICS) beschlossen und durch die International Union of Geological Sciences bestätigt. Benannt ist das Ediacarium nach den bekannten Fossilien der Ediacara-Fauna aus den Ediacara-Hügeln, einem Gebiet in der Flinderskette im australischen Bundesstaat South Australia. Dort fand der Geologe Reginald Claude Sprigg 1946 Abdrücke von offenbar weichen Organismen, die sich vor allem an der Unterseite von Quarzit- und Sandsteinplatten erhalten hatten. Ältere Bezeichnungen wie etwa der Begriff Vendium werden mit dieser offiziellen Namensbestätigung ungültig.
0

## Definition und GSSP
Der Beginn des Ediacariums ist die Basis der spätmarinoischen Deckkarbonate (engl. cap carbonates) der Nuccaleena-Formation, die den Elatina-Diamiktit unmittelbar überlagern. Die obere Grenze ist die Basis des Kambriums, das mit dem Erstauftreten des Spurenfossils Treptichnus (früher Phycodes) pedum definiert ist. Das Referenzprofil (GSSP) für das Ediacarium ist das Enorama Creek-Profil bei 31° 19′ 53″ S, 138° 38′ 0″ O in der Flinderskette im australischen Bundesstaat South Australia. Die absolute Datierung der Untergrenze ist jedoch noch umstritten. Das maximale Alter ist bei 635 Millionen Jahren anzusetzen, das minimale Alter bei ca. 621 Millionen Jahren. Hier sind in Zukunft noch genauere Datierungen zu erwarten.

## Untergliederung
Das Ediacarium wird trotz seiner Dauer von wahrscheinlich über 90 Millionen Jahren (noch?) nicht wie die Systeme bzw. Perioden des Phanerozoikums in Stufen untergliedert. Das liegt vor allem an der Seltenheit von Fossilien, die im Phanerozoikum in erster Linie zur weiteren Untergliederung benutzt werden. Organismen waren sicher nicht selten im Ediacarium, jedoch besaßen diese bis auf wenige Ausnahmen keine Hartteile und damit ein außerordentlich kleines Fossilisationspotenzial. Weiter scheint die Evolutionsgeschwindigkeit der Organismen im Ediacarium wesentlich niedriger gewesen zu sein, so dass man praktisch keine biostratigraphisch verwertbaren Leitfossilien kennt.
Einige markante Ereignisse können trotzdem zu einer gewissen Unterteilung des Systems benutzt werden. Das Auftreten von ersten tierischen Fossilien, mikroskopische Eier, Embryos und segmentierte Röhren wurde geochronologisch auf 599 ±4 mya datiert. Nach der regional verbreiteten Gaskiers-Eiszeit erscheinen in Neufundland (Kanada) in den Sedimenten unmittelbar darüber die ersten makroskopischen Fossilien. Diese werden der Ediacara-Fauna zugerechnet; sie werden damit als Erstauftreten dieser Fauna interpretiert. Diese Schichten werden auf 579 Millionen Jahre datiert. Etwa um 555 mya erscheinen die ersten Spuren von Zweiseitentieren oder Bilateria. Um 550 mya, also kurz vor Beginn des Kambriums, sind auch bereits die ersten Organismen mit mineralisierten Hartteilen nachgewiesen. Die meisten Vertreter der Ediacara-Fauna starben zu Beginn des Kambriums aus.

## Paläogeographie

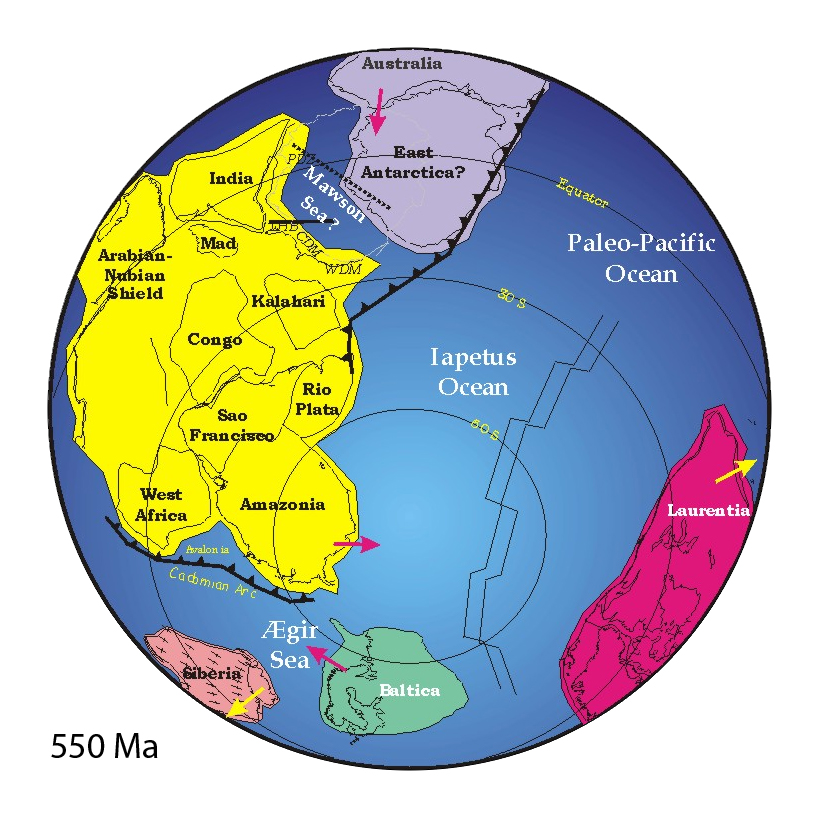
Eine der mehreren möglichen Kontinent-Anordnungen vor 550 ma – Rodinia ist bereits zerfallen

Durch den Zerfall von Rodinia hatten sich drei größere Kontinente (Laurentia, Baltica und Sibiria) und der Großkontinent Gondwana gebildet. Gondwana reichte vom Südpol bis weit über den Äquator bis in die nördliche Hemisphäre. Laurentia und Baltica lagen in hohen südlichen Breiten, Sibiria etwas näher zum Äquator (etwa um den 30. Breitengrad), jedoch ebenfalls auf der Südhalbkugel. Das nördliche Südamerika befand sich damals in der Nähe des Südpols, die Panthalassa bedeckte auch den Nordpol. Zwischen Laurentia und Gondwana hatte sich noch vor dem Beginn des Ediacariums der Iapetus-Ozean geöffnet, der sich im Verlauf des Ediacariums ständig erweiterte. Zwischen Baltica und Sibiria auf der einen Seite, die durch den Aegir-Ozean voneinander getrennt waren, und Gondwana auf der anderen Seite hatte sich vor Gondwana eine Subduktionszone gebildet, durch die dieser Teil Gondwanas tektonisch deformiert und thermisch verändert wurde (Cadomische Orogenese). Von diesem Teil Gondwanas brachen im Paläozoikum mehrfach Teile ab, die später mit Laurentia und Baltica verschweißt wurden und heute den Untergrund von Teilen von Mitteleuropa und der Ostküste Nordamerikas bilden (Avalonia und Hun-Superterran).

## Klima
Der Beginn des Ediacariums ist durch das Ende der großen Eiszeiten des Cryogeniums gekennzeichnet. Entsprechend ist das Klima zu Beginn des Ediacariums durch einen sehr markanten Anstieg der Temperaturen charakterisiert. Lediglich um 580 Ma ist mit der Gaskiers-Vereisung eine regionale Vereisung und damit ein Rückgang der Temperaturen zu verzeichnen.

## Entwicklung der Fauna

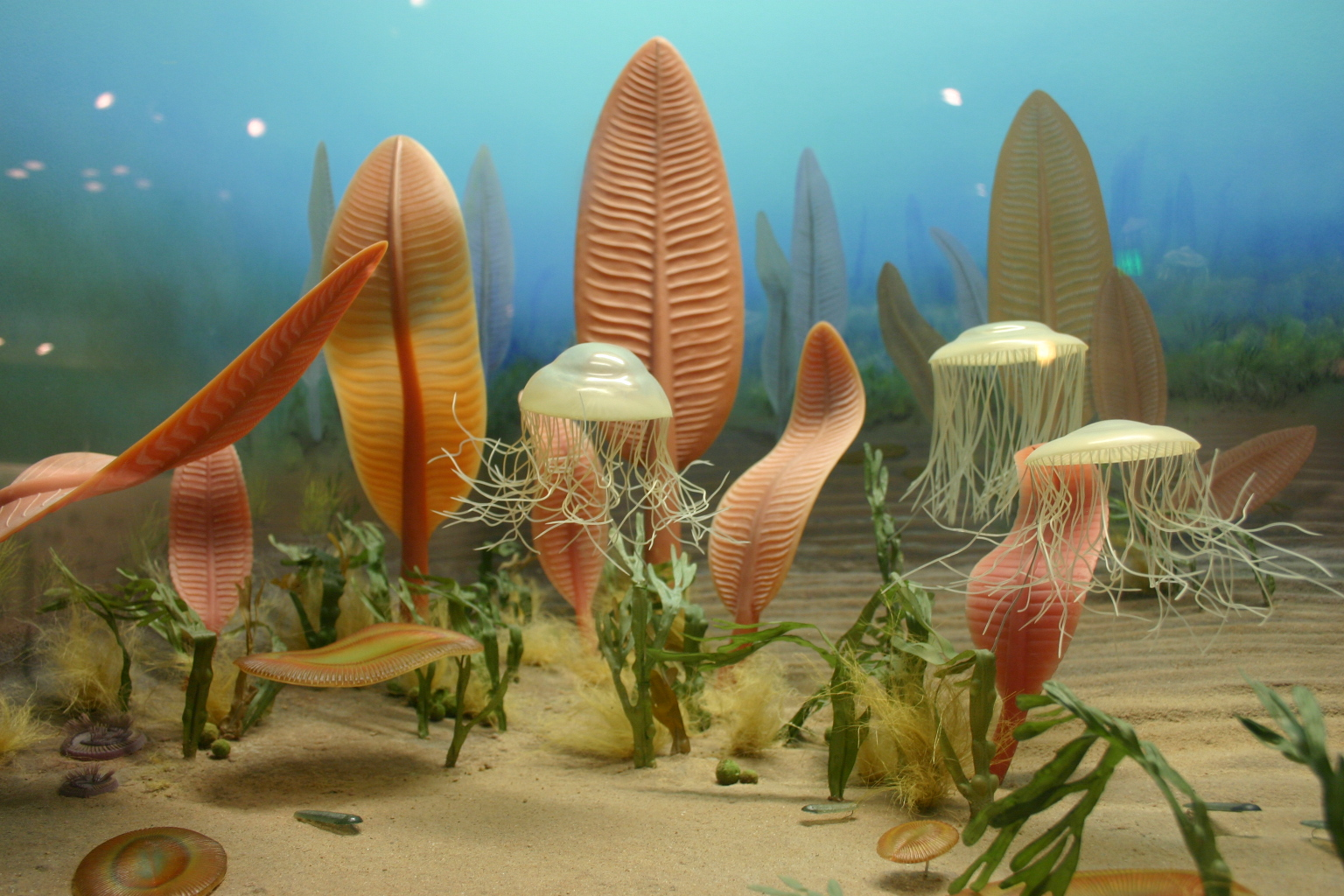
Marine Lebewelt im Ediacarium (mögliche Rekonstruktion)

Im Ediacarium entstanden vermutlich die ersten Gewebetiere (Eumetazoa) im Meer. Sie besaßen jedoch zunächst noch keine inneren oder äußeren mineralisierten und damit gut fossil erhaltungsfähige Skelettteile. Ihre Fossilien sind dementsprechend sehr selten und nur aus wenigen Gegenden der Welt nachgewiesen. Es sind die ersten mit bloßem Auge sichtbaren Fossilien. Mit den Funden der ersten Ediacara-Fossilien (Vendobionten) aus der Zeit um 575 mya relativiert sich auch der Begriff der „Kambrischen Explosion“ des Lebens. Man spricht daher heute von der Kambrischen Radiation.
Diese Entwicklung zu den Gewebetieren fand statt, nachdem zuvor mehrere vermutlich globale Eiszeiten das Klima auf der Erde beherrscht hatten (Schneeball Erde). Die Marinoische Eiszeit war die letzte dieser großen Eiszeiten und mit der Basis des nacheiszeitlichen „Cap Carbonate“ wird auch der Beginn des Ediacariums definiert. Die „Cap Carbonate“ werden derzeit als Hinweise auf die starke Erwärmung nach Ende der Eiszeit beziehungsweise das sehr rasche Abschmelzen des Eises und den Anstieg des Meeresspiegels gesehen. Unmittelbar über den letzten Tilliten treten in den Phosphoriten der Doushantuo-Formation (Prov. Guizhou, Südchina) die ersten tierischen Fossilien auf: mikroskopische Eier, Embryos und segmentierte Röhren und erste Vertreter der Bilateralia wie Vernanimalcula. Sie wurden geochronologisch auf 599 ±4 mya datiert. Die ältesten makroskopisch sichtbaren Fossilien wurden 2003 in der Drook Formation von Neufundland entdeckt, mit Trepassia wardae als ältestem Fossil der Ediacara-Fauna. Diese Schichten werden auf 579 Millionen Jahre datiert. Kimberella, eines der ältesten Bilateria-Fossilien, wurde an der russischen Weißmeerküste in Sedimenten der Ust-Pinega-Formation gefunden, die auf etwa 555 Ma datiert wurden. In denselben Sedimenten wurden auch die ersten Spuren und Bauten gefunden. Um 550 Ma, also kurz vor Beginn des Kambriums sind auch bereits die ersten Organismen mit kalzifizierten Hartteilen nachgewiesen (Cloudina, Namacalathus), durch die Cloudina auch Riffe bilden konnte. Aus diesen Schichten sind auch die ältesten Spicula von Schwämmen beschrieben worden. Am Ende des Ediacariums verschwanden die meisten Ediacarium-Formen, lediglich etwa eine Handvoll überschritt die Ediacarium-Kambrium-Grenze. Die letzten Ediacara-Formen sind aus dem Oberen Kambrium nachgewiesen.

## Entwicklung der Flora
Über die Flora des Ediacariums ist wenig bekannt. Die Entwicklung zu höheren Pflanzen fand erst im Paläozoikum statt. Daher ist nur zu den Algen gerechnetes pflanzliches Leben im Ediacarium anzunehmen. Rotalgen, Gelbbraune Algen und Grünalgen waren bereits vorhanden.

## Geologische Überlieferung

### In Europa
Gesteine ediacarischen Alters sind in einigen deutschen Mittelgebirgen (Thüringer Schiefergebirge, Erzgebirge) sowie in Großbritannien, Skandinavien und in Osteuropa meist kleinräumig aufgeschlossen. Allerdings wurden nur in wenigen Lokalitäten auch die typischen Ediacara-Fossilien nachgewiesen (u. a. in Russland, Schweden und England).
Folgende lithostratigraphische Einheiten in Europa fallen in das Ediacarium:
- England:
  - Charnian Supergroup bei Leicester – um 563 Millionen Jahre vor heute (mya)
  - Longmyndian Supergroup in Shropshire – 566 bis 555 mya
  - Uriconian Group in Shropshire – 566 bis 560 mya
  - Warren House Group der Malvern Hills – 566 mya
- Frankreich:
  - Brioverium – 600 bis 580 mya
- Russland:
  - Erga-Formation
  - Simnie-Gory-Formation
  - Ust-Pinega-Formation
  - Verkhovka-Formation
- Schottland:
  - Dalradian Supergroup, Argyll Group, Tayvallich Subgroup – um 594 mya
- Spanien:
  - Ibor-Gruppe
  - Río-Huso-Gruppe
- Wales:
  - Arfon Group, Nordwestwales – 614 mya
  - Coomb Volcanic Formation, Llangynog Inlier in Südwales mit Fossilien der Ediacara-Fauna Cyclomedusa und Medusinites – 571 bis 560 mya
  - Monian Supergroup auf Anglesey – 590 bis ca. 534 mya
  - Pebidian Supergroup in Südwestwales

### Außerhalb Europas

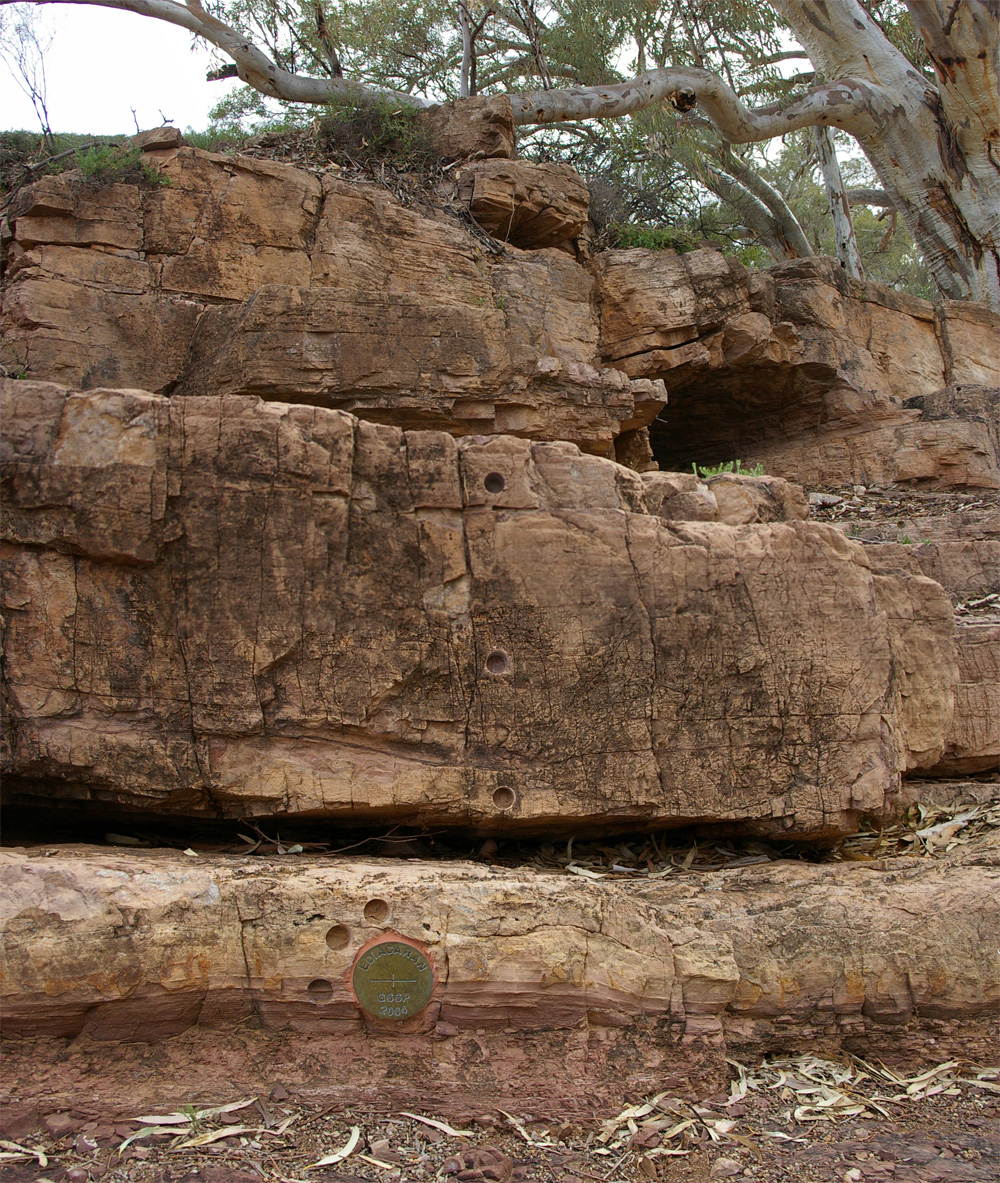
Der „Golden Spike“ des Ediacariums an der Basis der Nuccaleena-Formation im GSSP-Aufschluss am Enorama Creek, Flinderskette, South Australia

Folgende lithostratigraphische Einheiten außerhalb Europas fallen (teilweise) ins Ediacarium:
- Australien:
  - Nuccaleena Formation in der Flinderskette in South Australia
  - Rawnsley Quartzite in South Australia
- Brasilien:
  - Corumbá-Gruppe in Mato Grosso do Sul
- China:
  - Dengjing-Formation
  - Doushantuo-Formation in Südchina
- Indien:
  - Marwar-Supergruppe, Jodhpur-Gruppe, Jodhpur Sandstone
  - Vindhya-Supergruppe, Bhander-Gruppe, Maihar Sandstone
- Kanada:
  - Blueflower Formation
  - Conception Group in Neufundland – bis 565 mya
  - St. John’s Group in Neufundland – ab 565 mya
  - Miette Group, Byng Formation in British Columbia
  - Windermere Group
- Mexiko:
  - La-Ciénaga-Formation in Sonora
- Namibia:
  - Nama-Gruppe – 570 bis 510 mya
- Oman:
  - Birba Formation
  - Huqf Supergroup, Ara Group
  - Masirah Bay Formation – um 600 mya
  - Shuran Formation – um 600 mya
- Sibirien:
  - Khatyspyt-Formation
  - Yudoma-Gruppe
- Uruguay:
  - Arroyo-del-Soldado-Gruppe, Yerbal-Formation
- Vereinigte Staaten:
  - Deep Spring Formation in Kalifornien und Nevada
  - Reed Dolomite in Kalifornien und Nevada